# Softer, Softest
Softer, Softest è un singolo del gruppo musicale statunitense Hole, pubblicato il 12 dicembre 1995 come quarto estratto dal secondo album in studio Live Through This.

## Descrizione
Durante l'esibizione su MTV Unplugged nel 1995, introducendo la canzone con:
"about the girl that always smelled like pee in your class"
(a proposito della ragazza che odorava sempre di pipì nella tua classe)
ed inoltre ha affermato che questa era autobiografica e non sull'ex produttore di MTV, Tabatha Soren.
Ci sono molti riferimenti al marito della Love, Kurt Cobain, per il costante uso della parola milk (latte) nella canzone. Parlando del coinvolgimento di Cobain, sia nella scrittura, sia nella musica che nei cori, Courtney Love disse: "ci sono armonie di Live Through This che sono di Kurt... lo si può ascoltare in Pee Girl (Softer, Softest)". Nonostante il suo coinvolgimento, Cobain non fu accreditato come esecutore, né sull'album, né sul singolo.

## Origine e registrazione
È noto che Erlandson e la Love abbiano scritto il  brano Softer, Softest nel dicembre del 1991, in quel periodo  fu eseguito dal vivo durante il tour del gruppo nel Regno Unito nell'inverno dello stesso anno.
Originariamente conosciuto come Pee Girl per poi essere cantato nel ritornello
"Pee-girl gets the belt, it only makes me cry". Poi il brano si sviluppò nella sua forma definitiva nel 1993 con il nome conosciuto oggi appunto Softer, Softest e fu pubblicato appena finito il tour esteso del gruppo nel 1995.

## Tracce
CD singolo NL
1. Softer, Softest – 3:27 (C.Love, E. Erlandson)
2. He Hit Me (And It Felt Like a Kiss) (From MTV Unplugged) – 3:46 (J.Goffin, C. King)

CD Maxi singolo AU
1. Softer, Softest – 3:27
2. He Hit Me (And It Felt Like a Kiss) (Live) – 3:48 (J.Goffin, C. King)
3. Miss World (Live) – 3:06
4. Teenage Whore (Live) – 2:45
5. Hungry Like the Wolf (Live) – 1:55 (S. Le Bon, J. Taylor, N. Rhodes)

## Classifiche
| Classifica (1995-1996)            | Posizione massima |
| --------------------------------- | ----------------- |
| Australia (ARIA Charts)           | 90                |
| Stati Uniti (Alternative Airplay) | 32                |

## Formazione
Hanno partecipato alle registrazioni, secondo le note dell'album:
Hole
- Courtney Love – voce, chitarra
- Eric Erlandson – chitarra
- Kristen Pfaff – basso, piano, cori
- Patty Schemel – batteria, percussioni

Altri musicisti
- Dana Kletter – cori
- Kurt Cobain – cori

Tecnici
- Paul Q. Kolderie – produzione, ingegneria del suono
- Sean Slade – produzione, ingegneria del suono
- Scott Litt – missaggio